# Lago di Lesina
Lesinasøen (italiensk:Lago di Lesina eller Laguna di Lesina), ligger i det nordlige Apulien mellem Tavoliere delle Puglie og halvøen Gargano, er den niende største sø i Italien og den næststørste i den sydlige del af landet. Den er en 24,4 km lang og 2,4 km bred lagune med et areal på 51,4 km². Den er sejlbar via to kanaler, Acquarotta og Schiapparo. Kanalerne forbinder Lagunen med Adriaterhavet, som søen er adskilt fra af en klitrække, Bosco Isola, der er mellem en og to kilometer bred og seksten lang. Den fiskerige sø har brakvand da fordi det er får ferskvand via bække fra højlandet.
I søen er der mange ål, og fiskeri har været et traditionelt erhverv i byen Lesina, der ligger ved søen. Lago di Lesina er en del af Nationalpark Gargano 